# سباق الطريق المداري للسيدات في بطولة العالم لسباق الدراجات على الطريق 2017
سباق الطريق المداري للسيدات في بطولة العالم لسباق الدراجات على الطريق 2017 (بالإنجليزية: 2017 UCI Road World Championships – Women's road race)‏ هو سباق دراجات هوائية، وهو الموسم رقم 57 من السباق، وأقيم في 23 سبتمبر 2017، وامتدّ لمسافة 152.8 كيلومتر، وهو أحد سباقات بطولة العالم لسباق الدراجات على الطريق 2017، وقد شارك في السباق 153 متسابقاً ووصل إلى نهايته 76 متسابقاً.
فاز فيه بالمركز الأول شانتال بلاك، وبالمركز الثاني كاترين جارفوت، وبالمركز الثالث أمالي ديديريكسن.

## التصنيف العام النهائي
| التصنيف العام | التصنيف العام       | التصنيف العام | التصنيف العام | التصنيف العام |        |
| الدراج        | الدراج              | البلد         | الفريق        | الوقت         | السرعة |
| ------------- | ------------------- | ------------- | ------------- | ------------- | ------ |
| 1.            | شانتال بلاك         | هولندا        | مملكة هولندا  | 4 س 06 د 30 ث |        |
| 2.            | كاترين جارفوت       | أستراليا      | أستراليا      | + 28 ث        |        |
| 3.            | أمالي ديديريكسن     | الدنمارك      | الدنمارك      | + 28 ث        |        |
| 4.            | أنيميك فان فليوتن   | هولندا        | مملكة هولندا  | + 28 ث        |        |
| 5.            | كاتارزينا نيفيادوما | بولندا        | بولندا        | + 28 ث        |        |
| 6.            | كريستين ماجروس      | لوكسمبورغ     | لوكسمبورغ     | + 28 ث        |        |
| 7.            | سوزان أندرسن        | النرويج       | النرويج       | + 28 ث        |        |
| 8.            | أنا فان دير بريغين  | هولندا        | هولندا        | + 28 ث        |        |
| 9.            | إميليا فهلين        | السويد        | السويد        | + 28 ث        |        |
| 10.           | ايلينا سيتشيني      | إيطاليا       | إيطاليا       | + 28 ث        |        |

## وصلات خارجية
- سباق الطريق المداري للسيدات في بطولة العالم لسباق الدراجات على الطريق 2017 على موقع إحصائيات الدراجات الإحترافية (الإنجليزية)